# Francisco Mirapeix Pagés

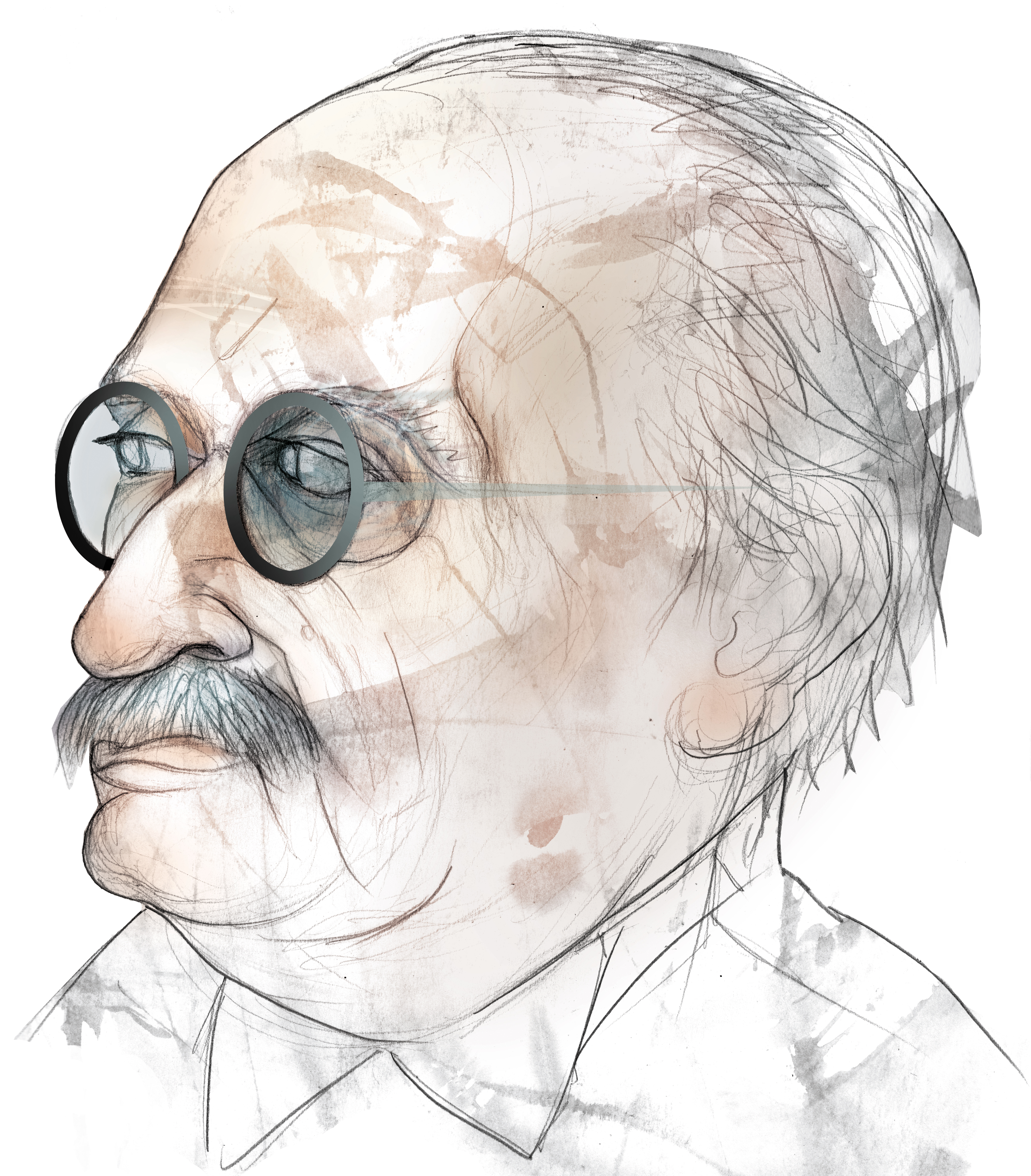
Retrato de Francisco Mirapeix Pagés por Eulogia Merle. Imagen donada por la Fundación Española para la Ciencia y la Tecnología en 2014

Francisco Mirapeix Pagés (Ripoll, 1863 - Barcelona, 8 de abril de 1938) fue un inventor e ingeniero industrial español.

## Biografía
Estuvo interesado en el desarrollo de turbinas, sobre todo en la Turbina Francis creada por el inventor James B. Francis, a la que introdujo nuevos conceptos que se tradujeron en patentes a su nombre con reconocimiento internacional. Sus mejoras en la construcción de turbinas consiguieron mejoras económicas y de rendimiento. Toda esta labor la desarrolló en varias empresas; trabajó unos años en Babcok & Wilcox en Santander y más tarde en los Talleres de San Martín, donde fue nombrado director de taller. Tras la absorción de los Talleres de San Martín por otra compañía, pasaron a llamarse Talleres de Corcho, talleres que años más tarde alcanzaron gran fama gracias a la turbina Mirapeix, modificación de la de Francis, a la que superaba en rendimiento.
Mirapeix también promovió la Agrupación de Santander y la Asociación Nacional de Ingenieros Industriales (ANII), fundada en 1899; fue director de la Escuela Industrial de Santander en la década de 1920.  En su honor el Colegio Oficial y la Asociación de Ingenieros Industriales de Cantabria otorgan los premios Francisco Mirapeix.